# Hugo (hijo de Carlomagno)
Hugo fue un hijo ilegítimo de Carlomagno y su concubina Regina, con la que tuvo además otro hijo: el obispo Drogo de Metz
Hugo fue abad de tres abadías: San-Quintín (822-823), Lobbes (836), y San Bertin (836). En 834, fue nombrado archicanciller del Imperio carolingio por Ludovico Pío, su medio-hermano.
Es abuelo de Ingelger, padre de Fulco I de Anjou, a través de su hija Petronila.